# Arthur Crabtree
Pour les articles homonymes, voir Crabtree (homonymie).
Arthur Crabtree est un directeur de la photographie et réalisateur britannique, né le 29 octobre 1900 à Shipley et mort le 15 mars 1975 à Worthing (Royaume-Uni).

## Filmographie

### comme directeur de la photographie
- 1931 : Out of the Blue
- 1932 : The Maid of the Mountains
- 1933 : The First Offence
- 1935 : Lazybones
- 1935 : The Love Test
- 1936 : Pot Luck
- 1936 : All In
- 1936 : Everybody Dance
- 1937 : Oh, Mr Porter!
- 1937 : Good Morning, Boys
- 1937 : The Great Barrier (en)
- 1937 : Said O'Reilly to McNab
- 1938 : Old Bones of the River
- 1938 : Hey! Hey! USA
- 1938 : Alf's Button Afloat
- 1938 : Bank Holiday
- 1938 : Convict 99
- 1939 : The Frozen Limits
- 1940 : Where's That Fire?
- 1940 : Band Waggon
- 1940 : For Freedom (en)
- 1940 : Charley's (Big-Hearted) Aunt
- 1940 : Neutral Port
- 1941 : Mr. Proudfoot Shows a Light
- 1941 : Gasbags
- 1941 : Inspector Hornleigh Goes to It
- 1941 : Kipps
- 1941 : Once a Crook
- 1941 : I Thank You
- 1941 : South American George
- 1941 : Rush Hour
- 1942 : Uncensored
- 1942 : Much Too Shy
- 1942 : King Arthur Was a Gentleman
- 1943 : L'Homme en gris (The Man in Grey)
- 1943 : Dear Octopus
- 1944 : L'Homme fatal (Fanny by Gaslight)
- 1945 : Un soir de rixe (en) (Waterloo Road)

### comme réalisateur
- 1945 : La Madone aux deux visages (en) (Madonna of the Seven Moons)
- 1945 : Elles étaient sœurs (They Were Sisters)
- 1946 : Caravane (Caravan)
- 1947 : Dear Murderer
- 1948 : The Calendar
- 1948 : Quartet
- 1949 : Don't Ever Leave Me
- 1950 : Lilli Marlene
- 1952 : Hindle Wakes
- 1953 : The Wedding of Lilli Marlene
- 1953 : Stryker of the Yard
- 1956 : Les Aventures du colonel March (Colonel March of Scotland Yard) (série TV)
- 1957 : Morning Call
- 1958 : Death Over My Shoulder
- 1958 : Ivanhoé (Ivanhoe) (série TV)
- 1958 : Monstres invisibles (Fiend Without a Face)
- 1959 : Crimes au musée des horreurs (Horrors of the Black Museum)